# TIS
TIS（ティーアイエス，TIS株式会社，Toyo Information Systems，东洋情报系统株式会社）是日本ITホールディングス（IT Holdings）集团旗下的大型系统集成，外包服务和IT解决方案提供商。
根据2008年日本经济新闻的报告，在全日本年销售额100亿日元以上的182家IT解决方案提供商中其排名位于第5位，在独立系IT解决方案商中排第2位。以东京，名古屋，大阪3个总部为基点为IT事业提供服务、公司注册总部为位于东京都新宿区的东京总部。

## 简介
1971年（昭和46年）4月、三和银行和芙蓉集团在大阪市东区（现大阪市中央区）设立了东洋情报系统株式会社（资本金6亿日元）。于1987年上市、1991年转移到东证一部。2008年4月、与Intec Holdings以共同经营共同持股的方式成立了IT Holdings（ITHD）、2008年3月退市、现为IT Holdings的全资子公司。
通过其沿革可以看出，直到与Intec Holdings合并之前与现三菱东京UFJ银行的前身三和银行的关系甚深。从公司员工取得的企业资格也能看出。
2010年10月，IT Holdings将TIS、索浪和UFIT合并并于2011年4月成立新的公司，并以这三家中规模最大的TIS为公司名。总部所在地为原TIS位于东京都港区的总部。
2011年12月，ITHD集团将东京所有办事处集中移至新总部所在的新宿区住友不动产新宿Grand Tower。

## 沿革

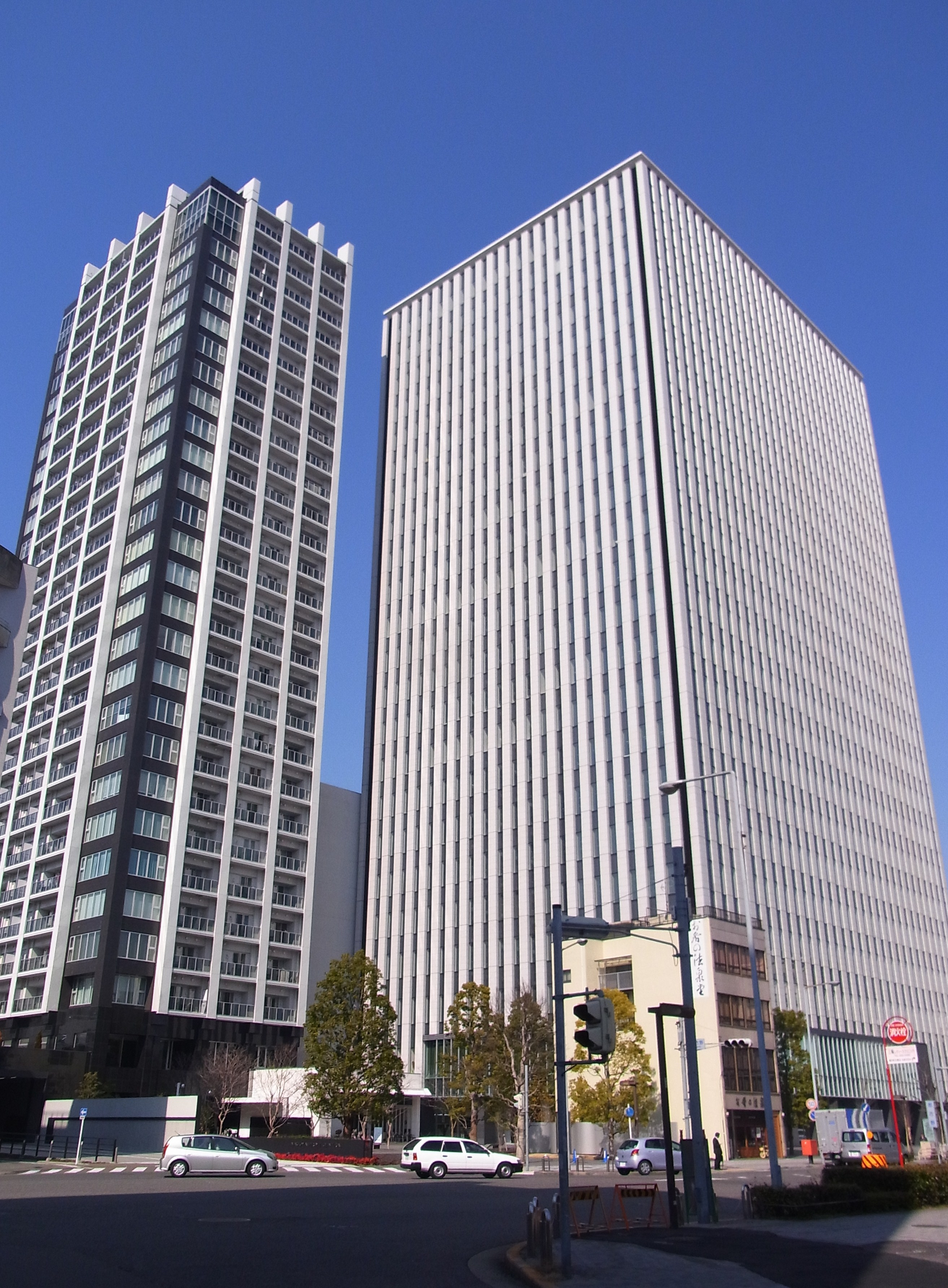
位于名古屋PRIME CENTRAL TOWER的名古屋总部

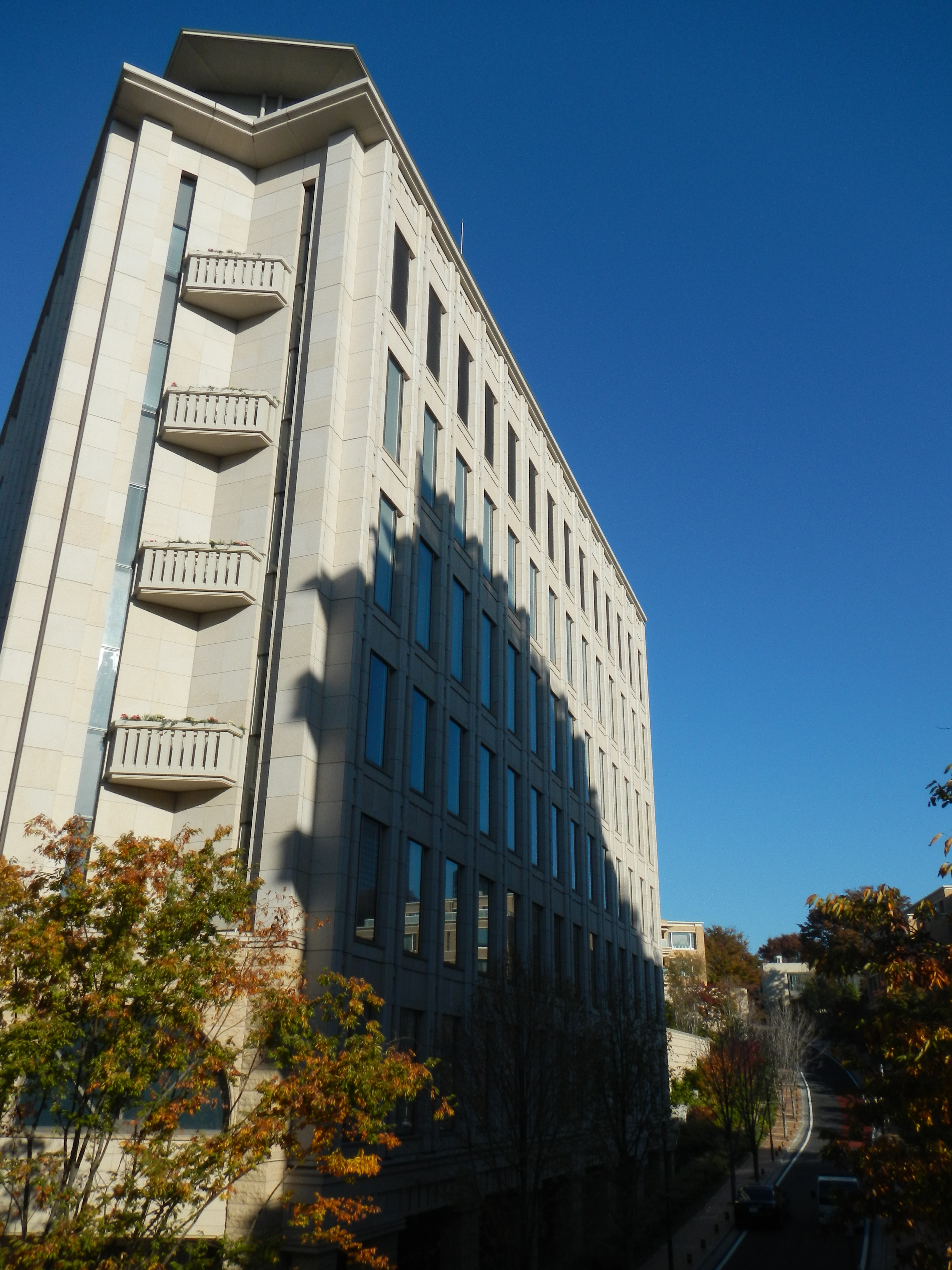
次世代型数据中心GDC御殿山（东京都品川区北品川）

- 1971年4月 - 设立东洋情报系统株式会社。在大阪市东区（现：中央区）开始软件开发事业。
- 1973年8月 - 在大阪府吹田市设立总部（现大阪总部），开始数据中心服务、在线服务事业。
- 1975年10月 - 与东洋电脑服务株式会社合并。
- 1976年11月 - 成立东洋数据服务株式会社（现TIS系统服务株式会社）。
- 1984年12月 - 东京数据中心（现东京第1中心）开业。
- 1987年11月 - 在大阪证券交易所市场第二部上市。
- 1988年7月 - 美国加里福利亚州成立全资子公司Toyo Information Systems (USA)Co.,Ltd（现TIS R&D Center,Inc.）。
- 1990年2月 - 东京证券交易所市场第二部上市。
- 1991年9月 - 移至东京证券交易所和大阪证券交易所市場第一部。
- 2000年4月 - 取得小松制作所的信息服务子公司コマツソフト株式会社（现Qualica株式会社）的股份。
- 2001年1月 - 公司名改为「TIS株式会社」。东京各事务处转移至東京总部大楼。
- 2001年4月 - 东京第2数据中心、第3数据中心开业。
- 2002年2月 - 取得Agrex株式会社的股份。
- 2003年6月 - 在中国上海市设立全资子公司TIS (I Shanghai)Co., Ltd.（提爱斯数码（上海）有限公司）。
- 2004年4月 - 取得UFIT株式会社的股份。
- 2005年4月 - 取得旭化成情报系统株式会社（现AJS株式会社）的股份。
- 2008年2月 - 设立天津提爱斯海泰信息系統有限公司。
- 2008年4月 - 与Intec Holdings以共同控股的形式成立IT Holdings集团。
- 2009年5月 - 次世代型数据中心「心斎橋gDC」开业。
- 2010年4月 - 位于中国天津市的「天津滨海高新网络数据中心」开业。
- 2011年4月 - TIS株式会社与索浪、UFIT合并。成为新的「TIS株式会社」。
- 2011年4月 - 位于东京都品川区的次世代型数据中心「GDC御殿山」开业。
- 2011年10月 - 将提供Web服务事业子公司「シーエスティ株式会社」改名为「TIS解决方案株式会社」。
- 2011年12月 - 东京总部移至新宿区的住友不动产新宿Grand Tower并将东京所有事务处集中于此。
- 2012年1月 - 在新加坡设立子公司TISI（Singapore）Pte. Ltd.。
- 2012年4月 - [ティアイエスシステムサービス株式会社]和[株式会社システムサポート]合并成为「TISシステムサービス株式会社」に変更。

## 事务所
- 東京总部 - 東京都新宿区西新宿8-17-1　住友不动产新宿Grand Tower
- 名古屋总部 - 愛知県名古屋市西区名駅2-27-8　名古屋PRIME CENTRAL TOWER
- 大阪总部 - 大阪府吹田市豊津町9-1　パシフィックマークス江坂
- 九州分部 - 福岡県福岡市博多区博多駅東2-5-1アーバンネット博多ビル3階
- 名古屋アーバンネット办事处 - 愛知県名古屋市中区栄2-8-20アーバンネットCSビル
- 浜松办事处 - 静岡県浜松市中区常盤町145-1　浜松MHビル
- 松本办事处 - 長野県松本市渚3-10-12
- 長野办事处 - 長野県長野市栗田1000-1長栄長野東口ビル
- 北京市办事处 - 北京市东城区安定门外大街2号安贞大厦1602号100013
- 胡志明市办事处 - 6F, Packsimex Building, 52 Dong Du, Dist 1, Ho Chi Minh City,Vietnam

## 子会社
- TISシステムサービス株式会社
- TISソリューションリンク株式会社
- TISトータルサービス株式会社
- TISビジネスコンサルタンツ株式会社
- TIS東北株式会社
- TIS北海道株式会社
- TISファーストマネージ株式会社
- TIS西日本株式会社
- 天津提愛斯数字科技有限公司
- 提愛斯数碼（上海）有限公司
- 北京提愛斯信息科技有限公司
- 天津提愛斯軟件有限公司
- 天津提愛斯海泰信息系統有限公司
- TISI (Singapore) Pte. Ltd.
- TIS R&D Center, Inc.

## 出資会社
- エンコデックスジャパン株式会社
- ほんつな株式会社
- 宏図財務軟件（上海）有限公司